# Ван де Донк, Даниэль
Даниэль ван де Донк (нидерл. Danielle van de Donk; род. 5 августа 1991, Валкенсвард, Северный Брабант) — нидерландская футболистка, играющая на позиции полузащитника за французский «Лион» в Первом женском дивизионе  и сборную Нидерландов.

## Клубная карьера
Родившаяся в Валкенсварде (Нидерланды) Даниэль ван де Донк начинала свою профессиональную карьеру футболистки в нидерландском клубе «Виллем II» в 2008 году, выступавшем тогда в Эредивизи. Она представляла его в течение следующих четырёх сезонов. Во время первого из них Ван де Донк получила травму передней крестообразной связки, из-за которой несколько месяцев не выходила на поле. За «Виллем II» она провела 47 матчей в Эредивизи, забив в них 5 голов.
Ван де Донк покинула «Виллем II» и присоединилась к команде «ВВВ-Венло» в преддверии сезона 2011/2012 годов. Она провела за неё 18 матчей в чемпионате, забив при этом 8 мячей. Она также внесла свой вклад в выход клуба в финал женского Кубка Нидерландов 2012 года.
Спустя год Даниэль ван де Донк покинула «ВВВ-Венло» перед началом сезона 2012/2013 годов, перейдя в с ПСВ/ФК Эйндховен. Этот прошло в преддверии участия ПСВ/ФК Эйндховена в первом сезоне нидерландско-бельгийской лиги BeNe. Вместе с командой Ван де Донк вышла в финал Кубка Нидерландов 2014 года. В общей сложности она забила за три года за ПСВ/ФК Эйндховен 36 голов в 56 матчах лиги.
В июне 2015 года Ван де Донк перешла в шведский клуб Дамаллсвенскана «Коппарбергс/Гётеборг», за который провела 13 матчей и забила 4 гола в лиге.
20 ноября 2015 года Ван де Донк подписала контракт с английским клубом «Арсенал» из Женской суперлиги Футбольной ассоциации. 14 мая 2016 она вышла в стартовом составе команды в финале Кубка Англии, проходившем на Уэмбли. «Арсенал» в итоге выиграл трофей, обыграв «Челси» с минимальным счётом и завоевал свой 14-й титул Кубка Англии.
7 октября 2016 года она подписала новый контракт с «Арсеналом». Ван де Донк сыграла важную роль в победе команды в Суперлиге в сезоне 2018/2019 годов.
В марте 2019 года Ван де Донк подписала новый «долгосрочный» контракт с «Арсеналом».
В июне 2021 года подписала двухлетний контракт с французским клубом «Олимпик Лион».

## Карьера в сборной
15 декабря 2010 года Даниэль ван де Донк дебютировала за сборную Нидерландов, в матче Турнира города Сан-Паулу против команды Мексики. Она забила свой первый официальный гол за национальную сборную в отборочном матче чемпионата Европы 2013 года в ворота Сербии.
В июне 2013 года тренер сборной Нидерландов Роджер Рейнерс включил Ван де Донк в состав сборной Нидерландов на женский чемпионат Европы 2013 года в Швеции. Он же взял её и на женский чемпионат мира 2015 года в Канаде.
14 июня 2017 года Ван де Донк также принимала участие в женском чемпионате Европы 2017 года, проходившем на её родине. Она сыграла важную роль на этом турнире. В полуфинальном матче Ван де Донк забила гол в ворота сборной Англии, который завершился победой голландцев со счётом 3: 0. Она также сыграла в финале против Дании, где её изобретательная игра помогла команде Нидерландов в итоге стать чемпионками Европы. После турнира всю команду чествовали премьер-министра Нидерландов Марк Рютте и министра спорта Эдит Шипперс, а Ван дн Донк среди прочих была награждена орденом Оранских-Нассау.
Ван де Донк была включена в состав сборной на чемпионат мира 2019 года во Франции. 8 октября 2019 года она провела свой сотый матч за национальную команду, против России.

## Статистика

### Голы за сборную[21]
| Гол   | Дата             | Стадион                                   | Соперник          | Счёт | Итог | Соревнование                 |
| ----- | ---------------- | ----------------------------------------- | ----------------- | ---- | ---- | ---------------------------- |
| 1.    | 22 августа 2011  | Стадион города Хух-Хото, Хух-Хото, Китай  | Китай             | 1:0  | 1:1  | товарищеский матч            |
| (2.)* | 1 июня 2012      | Вузик, Вихен, Нидерланды                  | КНДР              | 2:1  | 4:1  | товарищеский матч            |
| 2.    | 20 июня 2012     | Стадион Срем Яково, Яково, Сербия         | Сербия            | 4:0  | 460  | отбор чемпионата Европы 2013 |
| 3.    | 6 марта 2013     | ГСЗ, Ларнака, Республика Кипр             | Финляндия         | 1:1  | 1:1  | Кубок Кипра 2013             |
| 4.    | 17 сентября 2014 | Неддеруд, Беккестуа, Норвегия             | Норвегия          | 2:0  | 2:0  | отбор чемпионата мира 2015   |
| 5.    | 20 мая 2015      | Хет Кастел, Роттердам, Нидерланды         | Эстония           | 2:0  | 7:0  | товарищеский матч            |
| 6.    | 20 мая 2015      | Хет Кастел, Роттердам, Нидерланды         | Эстония           | 4:0  | 7:0  | товарищеский матч            |
| 7.    | 17 сентября 2015 | Де Вейверберг, Дутинхем, Нидерланды       | Беларусь          | 3:0  | 8-0  | товарищеский матч            |
| 8.    | 23 октября 2015  | Стад Жан Буэн, Париж, Франция             | Франция           | 1:0  | 2-1  | товарищеский матч            |
| 9.    | 25 января 2016   | Spice Hotel, Белек, Турция                | Дания             | 2:1  | 2:1  | товарищеский матч            |
| 10.   | 8 июля 2017      | Хет Кастел, Роттердам, Нидерланды         | Уэльс             | 2:0  | 5:0  | товарищеский матч            |
| 11.   | 3 августа 2017   | Гролс Весте, Энсхеде, Нидерланды          | Англия            | 2:0  | 3:0  | чемпионат Европы 2017        |
| 12.   | 8 июня 2018      | Шемрок Парк, Портадаун, Северная Ирландия | Северная Ирландия | 2:0  | 5:0  | отбор чемпионата мира 2019   |
| 13.   | 9 апреля 2019    | АФАС, Алкмар, Нидерланды                  | Чили              | 1:0  | 7:0  | товарищеский матч            |
| 14.   | 9 апреля 2019    | АФАС, Алкмар, Нидерланды                  | Чили              | 3:0  | 7:0  | товарищеский матч            |
| 15.   | 9 апреля 2019    | АФАС, Алкмар, Нидерланды                  | Чили              | 4:0  | 7:0  | товарищеский матч            |
| 16.   | 9 апреля 2019    | АФАС, Алкмар, Нидерланды                  | Чили              | 7:0  | 7:0  | товарищеский матч            |
| 17.   | 3 сентября 2019  | Абе Ленстра, Херенвен, Нидерланды         | Турция            | 2:0  | 3:0  | отбор чемпионата Европы 2021 |
| 18.   | 8 октября 2019   | Филипс, Эйндховен, Нидерланды             | Россия            | 1:0  | 2:0  | отбор чемпионата Европы 2021 |
| 19.   | 8 ноября 2019    | Доганлар, Измир, Турция                   | Турция            | 4:0  | 8:0  | отбор чемпионата Европы 2021 |
| 20.   | 8 ноября 2019    | Доганлар, Измир, Турция                   | Турция            | 6:0  | 8:0  | отбор чемпионата Европы 2021 |
| 21.   | 8 ноября 2019    | Доганлар, Измир, Турция                   | Турция            | 7-0  | 8:0  | отбор чемпионата Европы 2021 |

* Примечание: Матч не был признан официальным.

## Достижения

### Клубные
ВВВ-Венло
- Финалистка Кубка Нидерландов: 2012[4]

ПСВ/ФК Эйндховен
- Финалистка Кубка Нидерландов: 2014[4]

Арсенал
- Обладательница Кубка Англии: 2015/16[23]
- Обладательница Кубка английской лиги: 2017/18[24]
- Победительница Женской суперлиги Футбольной ассоциации: 2018/19

Олимпик Лион
- Чемпионка Франции: 2021/22, 2022/23, 2023/24
- Обладательница Кубка Франции: 2022/23
- Победительница Лиги чемпионов: 2021/22

### Международные
Нидерланды
- Чемпионка Европы: 2017
- 2-е место чемпионата мира: 2019